# Campionati italiani assoluti di scherma del 1985
I Campionati italiani assoluti di scherma del 1985 sono stati organizzati dalla Federazione Italiana Scherma.
Nel fioretto, si sono aggiudicati i titoli dei campionati italiani Mauro Numa, alla sua quinta affermazione, e Margherita Zalaffi, che ha bissato il titolo del 1983.
Nella spada Stefano Bellone ha vinto tra gli uomini,  mentre nella prima prova sperimentale della competizione femminile c'è stato il successo di Saba Amendolara.
Nella sciabola Marco Marin ha vinto il suo secondo titolo nazionale maschile.
Nei campionati italiani a squadre maschili il Gruppo Sportivo Fiamme Oro ha vinto in tutte e tre le specialità.
Il campionato italiano di fioretto a squadre femminili è andato, invece, al Club Scherma Roma.

## Podi

### Uomini
| Specialità  | Oro                            | Argento | Bronzo |
| Individuali |                                |         |        |
| Fioretto    | Mauro Numa                     | -       | -      |
| Spada       | Stefano Bellone                | -       | -      |
| Sciabola    | Marco Marin                    | -       | -      |
| A squadre   |                                |         |        |
| Fioretto    | Fiamme Oro -                   | -       | -      |
| Spada       | Fiamme Oro Maurizio Randazzo - | -       | -      |
| Sciabola    | Fiamme Oro Massimo Cavaliere - | -       | -      |

### Donne
| Specialità  | Oro                 | Argento | Bronzo |
| Individuali |                     |         |        |
| Fioretto    | Margherita Zalaffi  | -       | -      |
| Spada       | Saba Amendolara     | -       | -      |
| A squadre   |                     |         |        |
| Fioretto    | Club Scherma Roma - | -       | -      |